# Bangsbo Å
Bangsbo Å er en lidt over 12 km lang, slynget å, der fra sydvest løber ud i Kattegat ved Bangsbostrand i den sydlige ende af Frederikshavn i Vendsyssel. Den har sit udspring ved bebyggelsen Gundestrup 3-4 km syd for Gærum og løber  mod nordøst forbi Boel Mølle, hvor den stærkt slyngende kommer gennem det 877 ha store habitatområde Bangsbo Ådal, videre forbi Vrangbæk og Donbæk, hvor en skråning med 60 gravhøje blev fredet i 1958  og videre til den fredede Bangsbo Hovedgård, hvor et 120 ha. stort område af parken og Bangsbo Skov blev fredet i 1944 . Her svinger åen mod øst til dens udløb ved Bangsbostrand.

## Eksterne kilder og referencer
1. ↑  Fredningskendelse
2. ↑  Fredningskendelse

- 2000-område 8: Åsted Ådal, Bangsbo Ådal og omliggende overdrevsområder (Webside ikke længere tilgængelig)

57°24′N 10°29′Ø / 57.400°N 10.483°Ø